# Końskowola (gmina)

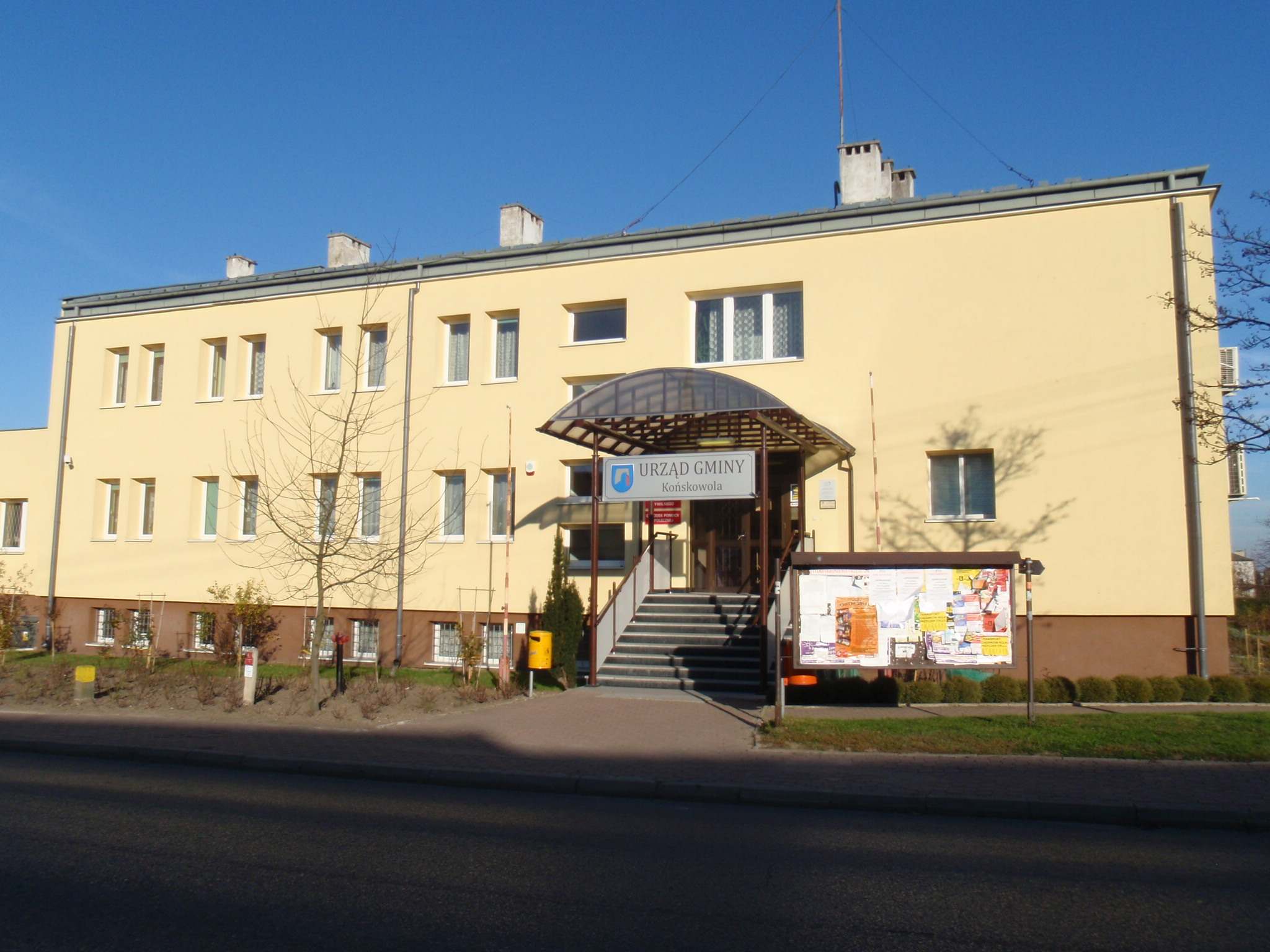
Urząd Gminy Końskowola

Końskowola – gmina miejsko-wiejska w województwie lubelskim w powiecie puławskim.
 Siedzibą gminy jest miasto Końskowola.
Według danych z 31 marca 2011 gminę zamieszkiwały 9073 osoby. Ma 89,63 km², a gęstość zaludnienia wynosi 101 mieszk./km². Graniczy z następującymi gminami: gminą miejską Puławy oraz z gminami: Żyrzyn, Kurów, Wąwolnica i Kazimierz Dolny. Głównym dochodem mieszkańców gminy jest rolnictwo, w tym sprzedaż róż do Polski i poza granice kraju. Natomiast według danych z 31 grudnia 2017 roku gminę zamieszkiwały 8882 osoby.

## Struktura powierzchni
Według danych z roku 2002 gmina Końskowola ma obszar 89,63 km², w tym:
- użytki rolne: 84%
- użytki leśne: 9%

Gmina stanowi 9,61% powierzchni powiatu.

## Historia
Gmina Końskowola powstała za Królestwa Polskiego – 31 maja 1870 w powiecie nowoaleksandryjskim w guberni lubelskiej w związku z utratą praw miejskich przez miasto Końskowola i przekształceniu go w wiejską gminę Końsko-Wola w granicach dotychczasowego miasta. Do 1924 roku gmina składała się z samej Końskowoli i była określana jako „osada miejska” (SGKP) lub „gmina miejska” (w Dz.U. z 1924, lecz w Dz.U. z 1925 i 1933 już jako „gmina wiejska”); 1 stycznia 1925 do gminy przyłączono części obszaru: a) gmin Puławy (wsie: Młynki, Opoka, Pożóg, Starawieś, Witowice, przysiółek Końskowola, majątek Końskwola Poduchowna, folwark Końskowola oraz kolonie: Końskowola nr 1, 2 i 3) i b) Kurów (wieś Sielce, miejscowość Sielce-Młyn i folwark Pólki), przez co gmina stała się gminą wielowioskową. 9 lipca 1925 część obszaru gminy Końskowola – wieś Pożóg – włączono z powrotem do gminy Puławy. 1 kwietnia 1933 gminę Puławy zniesiono, a jej obszar (miejscowości Michałówka, Parchatka, Pożóg, Ruda Czechowska, Rudy, Skowieszyn, Włostowice, Wólka Profecka i Wronów) wcielono do gminy Końskowola. 17 listopada 1933 do Puław przyłączono z gminy Końskowola wsie: Wólkę Profecką, Włostowice, część wsi Rudy oraz obszary leśne, a 1 stycznia 1951 część gromady Rudy Kolonia (las Ruda Czechowska) oraz część gromady Młynki (gospodarstwo rolne Michałówka oraz obszary leśne).
Z dniem 29 września 1954 roku gminę zniesiono (w ramach ogólnej reformy reorganizującej administrację wiejską). Przywrócono ją 1 stycznia 1973, ponownie w powiecie puławskim; w jej skład weszło 16 sołectw. 12 października 1973 z gminy Końskowola wyłączono i przeniesiono do gminy Kurów Wygodę, stanowiącą do tej pory część sołectwa Chrząchów. Po kolejnej reformie administracyjnej, 1 czerwca 1975 roku zniesiono powiaty, w tym puławski (gmina wtedy weszła w skład tzw. „małego” województwa lubelskiego). Reforma administracyjna z 1998 roku przywróciła powiaty i od 1 stycznia 1999 gmina Końskowola ponownie należy do powiatu puławskiego w województwie lubelskim.

## Demografia

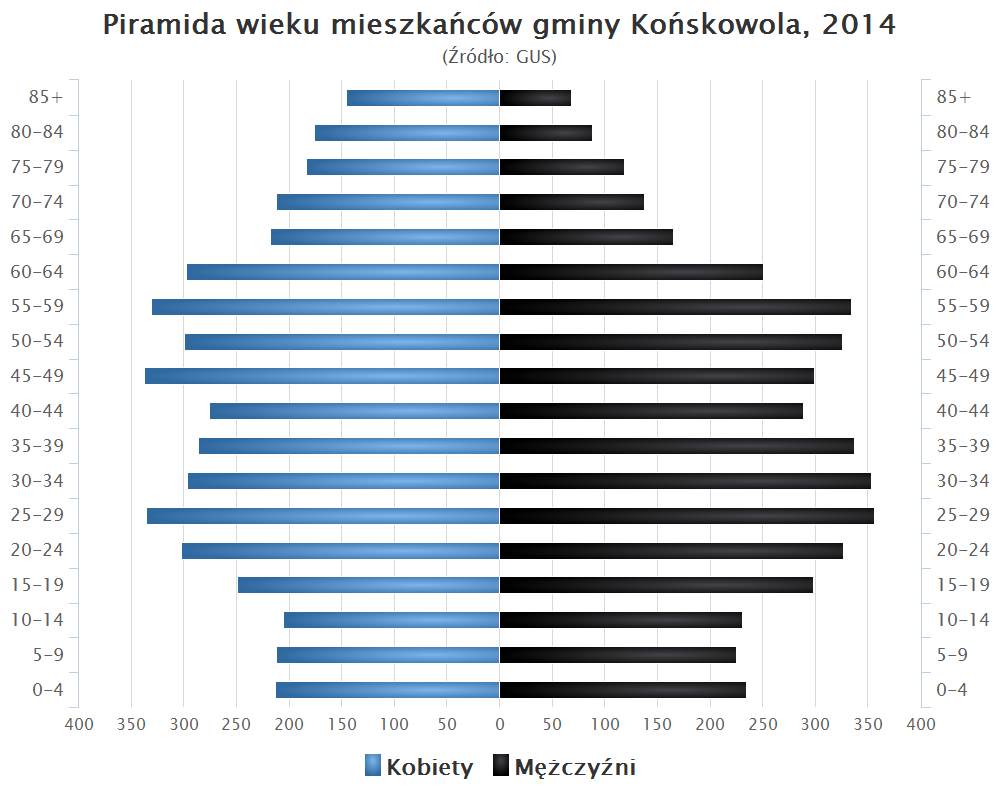
Piramida wieku mieszkańców gminy Końskowola w 2014 roku

Dane z 2011:
| Opis                              | Ogółem | Ogółem | Kobiety | Kobiety | Mężczyźni | Mężczyźni |
| --------------------------------- | ------ | ------ | ------- | ------- | --------- | --------- |
| jednostka                         | osób   | %      | osób    | %       | osób      | %         |
| populacja                         | 9073   | 100    | 4622    | 50,94   | 4451      | 49,06     |
| gęstość zaludnienia (mieszk./km²) | 101    | 101    | 51      | 51      | 50        | 50        |

## Sołectwa
Chrząchów, Chrząchówek, Końskowola, Las Stocki, Młynki, Opoka, Pulki, Nowy Pożóg, Stara Wieś, Stary Pożóg, Rudy, Sielce, Skowieszyn, Stok, Witowice, Wronów

## Sąsiednie gminy
Kazimierz Dolny, Kurów, Puławy (miasto), Puławy (gmina wiejska), Wąwolnica, Żyrzyn